# Edmond Cartwright
Pour les articles homonymes, voir Cartwright.
Edmund Cartwright (24 avril 1743 à Marnham, Nottinghamshire, Angleterre - Hastings, 30 octobre 1823) est un pasteur et mécanicien anglais, inventeur d'un métier à tisser mécanique.

## Biographie
La première machine de Cartwright, vers 1785, était difficile à faire fonctionner car encore en bois et forte imparfaite. Des perfectionnements rapides la mirent définitivement au point et en 1787, une machine à tisser semi-automatique vit le jour de sorte que dès 1789 on pouvait employer la machine à vapeur à tous les stades de la fabrication textile. En 1792, Edmond Cartwright inventa la  machine à peigner (carder) la laine qui faisait passer la productivité quotidienne d’un  ouvrier de 5,33 à 133,33 livres.  
En 1797, Edmund Cartwright employa pour la première fois un métal anti-friction pour les pistons. Le Parlement lui accorda une gratification de 10 000 livres sterling pour ces inventions.
Il cultiva aussi les lettres avec succès et publia des poésies et des nouvelles.